# 小行星1382
小行星1382（1382 Gerti）是一颗绕太阳运转的小行星，为主小行星带小行星。该小行星于1925年1月21日发现。
該小行星以德國柏林天文學計算研究所的秘書格特魯德·霍恩（Gertrud Höhne）命名。

## 轨道参数
小行星1382的轨道半长轴为2.2200900 UA，离心率为0.132。